# Centaurea pindicola
Centaurea pindicola là một loài thực vật có hoa trong họ Cúc. Loài này được (Griseb.) Griseb. ex Boiss. mô tả khoa học đầu tiên năm 1875.